# 吉野晃一
吉野 晃一（よしの こういち、1994年6月18日 - ）は、奈良県出身の歌手・シンガーソングライター。身長173cm、血液型A型。

## 来歴
- 奈良女子大学附属中等教育学校卒業。

- 6歳より大阪のアクターズスクール「キャレスボーカル&ダンススクール」にてボーカル・ダンスレッスンを受け、RAVEなどのダンスユニットで活動していた。

- 2008年頃にスターダストプロモーションに入所。NAKED BOYZ、EBiDANなどでの活動を経て、2011年より超特急のメンバー・コーイチとしてボーカルを担当していたが、2018年1月16日に脱退を発表[2]。同年4月8日を以て正式に脱退[3]。

- 2019年4月1日付でスターダストプロモーションを退所[4]。現在はフリーランスでソロ活動を行う。
- 2020年10月に結婚、2021年2月に第1子長男が誕生していた事を2021年4月2日に発表した[5][6][7]。

## 参加作品
- ピース×ピース - 「ピースフル!」ボーカル

収録：CDシングル「ピースフル!」（2011年5月）
- たこやきレインボー - 「Whoop It Up!」作詞/作曲（前山田健一との共作）

収録：アルバム「ダブルレインボー」（2018年2月）
- co-star - 「だからさ…」作詞/ボーカル[8]

収録：アルバム「co-star the party」（2019年6月）

## 出演

### 舞台
- 金色のコルダ ステラ・ミュージカル 春・夏公演（2010年3月19日 - 24日、7月16日 - 8月2日） - 火原和樹 役

### TV
- みんなのうた（NHK）
  - ピース×ピース「ピースフル!」（2011年4月・5月）

## 作品

### 書籍
- ドドンパ東京トゥートゥーロンドン（2017年7月7日[9]、主婦と生活社）ISBN 978-4-391-15070-4

## ライブ
| 出演日         | 公演名                                                                    | 会場                                 | 開催地   |
| -------------- | ------------------------------------------------------------------------- | ------------------------------------ | -------- |
| 2018年1月29日  | EX:CHANGE Vol.6(ゲスト出演)                                               | 目黒ブルースアレイジャパン           | 東京都   |
| 2018年3月3日   | Takuya IDE 6th LIVE「DAY1」(ゲスト出演)                                   | SOUND MUSEUM VISION                  | 東京都   |
| 2018年6月26日  | ～吉野晃一と上條頌のアコースティックで遊ぼうの旅 2018～                   | 浜松ハァーミットドルフィン           | 静岡県   |
| 2018年6月27日  | ～吉野晃一と上條頌のアコースティックで遊ぼうの旅 2018～                   | Music Bar Perch                      | 愛知県   |
| 2018年7月30日  | ～吉野晃一と上條頌のアコースティックで遊ぼうの旅 2018～                   | SENDAI KOFFEE CO.                    | 宮城県   |
| 2018年7月31日  | ～吉野晃一と上條頌のアコースティックで遊ぼうの旅 2018～                   | 太郎焼総本店                         | 福島県   |
| 2018年8月27日  | ～吉野晃一と上條頌のアコースティックで遊ぼうの旅 2018～                   | 山口 Cafe 酵素バー Opus              | 山口県   |
| 2018年8月30日  | ～吉野晃一と上條頌のアコースティックで遊ぼうの旅 2018～                   | 博多スクエアガーデン                 | 福岡県   |
| 2018年8月31日  | ～吉野晃一と上條頌のアコースティックで遊ぼうの旅 2018～                   | 北九州ブリックホール                 | 福岡県   |
| 2018年9月27日  | ～吉野晃一と上條頌のアコースティックで遊ぼうの旅 2018～                   | el julio/エルフリオ                  | 群馬県   |
| 2018年9月28日  | ～吉野晃一と上條頌のアコースティックで遊ぼうの旅 2018～                   | バックドロップ                       | 長野県   |
| 2018年10月21日 | ～吉野晃一と上條頌のアコースティックで遊ぼうの旅 2018～                   | 高松SPEAK LOW                        | 香川県   |
| 2018年10月22日 | ～吉野晃一と上條頌のアコースティックで遊ぼうの旅 2018～                   | Cafe & Bar COTY                      | 徳島県   |
| 2018年11月16日 | ～吉野晃一と上條頌のアコースティックで遊ぼうの旅 2018～                   | SUMMER KNIGHT                        | 富山県   |
| 2018年11月17日 | ～吉野晃一と上條頌のアコースティックで遊ぼうの旅 2018～                   | NOEL                                 | 石川県   |
| 2018年12月21日 | ～吉野晃一と上條頌のアコースティックで遊ぼうの旅 2018～ メロークリスマス  | mellow cafe                          | 奈良県   |
| 2018年12月22日 | ～吉野晃一と上條頌のアコースティックで遊ぼうの旅 2018～ メロークリスマス  | mellow cafe                          | 奈良県   |
| 2019年1月18日  | ～吉野晃一と上條頌のアコースティックで遊ぼうの旅 2019～                   | 悠日                                 | 栃木県   |
| 2019年1月19日  | ～吉野晃一と上條頌のアコースティックで遊ぼうの旅 2019～                   | LIVE HOUSE FROG                      | 茨城県   |
| 2019年2月23日  | Cowday 2019 in snow fes Umekita Umedai garden(ゲスト出演)                 | うめきたUMEDAIガーデン               | 大阪府   |
| 2019年2月23日  | ～吉野晃一と上條頌のアコースティックで遊ぼうの旅 2019～                   | THIRD STONE 福島                     | 大阪府   |
| 2019年2月24日  | ～吉野晃一と上條頌のアコースティックで遊ぼうの旅 2019～                   | THIRD STONE 福島                     | 大阪府   |
| 2019年3月22日  | ～吉野晃一と上條頌のアコースティックで遊ぼうの旅 2019～                   | Live Music M'AXA                     | 三重県   |
| 2019年3月24日  | ～吉野晃一と上條頌のアコースティックで遊ぼうの旅 2019～                   | 天水                                 | 愛知県   |
| 2019年4月8日   | Departure                                                                 | 目黒ブルースアレイジャパン           | 東京都   |
| 2019年4月9日   | Departure                                                                 | 目黒ブルースアレイジャパン           | 東京都   |
| 2019年4月25日  | 吉野晃一の白黒はっきりさせようの旅                                        | Fiorire 麹町店                       | 東京都   |
| 2019年5月7日   | 吉野晃一の白黒はっきりさせようの旅                                        | shimokitazawa UP                     | 東京都   |
| 2019年5月14日  | ～吉野晃一と上條頌のアコースティックで遊ぼうの旅 2019～                   | club cream Hiroshima                 | 広島県   |
| 2019年5月15日  | ～吉野晃一と上條頌のアコースティックで遊ぼうの旅 2019～                   | Yise                                 | 広島県   |
| 2019年5月27日  | ～吉野晃一と上條頌のアコースティックで遊ぼうの旅 2019～                   | strage shinyokohama                  | 神奈川県 |
| 2019年5月21日  | 弥楽 ～やらく～(ゲスト出演)                                               | 大和川酒造                           | 福島県   |
| 2019年5月22日  | 弥楽 ～やらく～(ゲスト出演)                                               | 大和川酒造                           | 福島県   |
| 2019年5月23日  | 吉野晃一の白黒はっきりさせようの旅                                        | 中目黒TRY                            | 東京都   |
| 2019年5月29日  | 吉野晃一「Future」                                                        | 目黒ブルースアレイジャパン           | 東京都   |
| 2019年6月6日   | co-star presents “The Party” tour 2019 in 長野(ゲスト出演)                | 長野市芸術館アクトスペース           | 長野県   |
| 2019年6月7日   | co-star presents “The Party” tour 2019 in 東京(ゲスト出演)                | duo MUSIC EXCHANGE                   | 東京都   |
| 2019年6月10日  | co-star presents “The Party” tour 2019 in 名古屋(ゲスト出演)              | 名古屋ReNY limited                   | 愛知県   |
| 2019年6月12日  | co-star presents “The Party” tour 2019 in 福岡(ゲスト出演)                | BEAT STATION                         | 福岡県   |
| 2019年6月14日  | co-star presents “The Party” tour 2019 in 広島(ゲスト出演)                | BLUE LIVE HIROSHIMA                  | 広島県   |
| 2019年6月16日  | co-star presents “The Party” tour 2019 in 奈良(ゲスト出演)                | mellow cafe                          | 奈良県   |
| 2019年6月18日  | co-star presents “The Party” tour 2019 in 大阪(ゲスト出演)                | umeda TRAD                           | 大阪府   |
| 2019年6月23日  | 吉野晃一の白黒はっきりさせようの旅                                        | 渋谷gee-ge.                          | 東京都   |
| 2019年6月25日  | 吉野晃一「Future」 Special2days                                           | 目黒ブルースアレイジャパン           | 東京都   |
| 2019年6月26日  | 吉野晃一「Future」 Special2days                                           | 目黒ブルースアレイジャパン           | 東京都   |
| 2019年6月30日  | 吉野晃一と上條頌のアコースティックで遊ぼうの旅 in しょうくんの地元        | 新城文化会館 大ホール                | 愛知県   |
| 2019年7月13日  | Color / 吉野晃一プレミアムアコースティックライブ                          | やまなみ工房ライブハウス Ban Boo Bon | 滋賀県   |
| 2019年7月27日  | 【吉野晃一】Concert of Wonders - in EARTHMANS Tsugaike                    | EARTHMANS Tsugaike                   | 長野県   |
| 2019年7月28日  | 【吉野晃一】Concert of Wonders - in EARTHMANS Tsugaike                    | EARTHMANS Tsugaike                   | 長野県   |
| 2019年8月25日  | JZ Brat presents才恵加(saeka) Summer Night(ゲスト出演)                    | JZ Brat SOUND OF TOKYO               | 東京都   |
| 2019年8月31日  | 音楽フェス「第四回春日野音楽祭」(ゲスト出演)                              | 浮雲園地メイン会場                   | 奈良県   |
| 2019年9月7日   | 第９回なら奈良まつり(ゲスト出演)                                          | 平城宮跡 朱雀門ひろば                | 奈良県   |
| 2019年9月29日  | 奈良県大芸術祭・奈良県障碍者大芸術祭 2019県民きらめきステージ(ゲスト出演) | イオンモール橿原                     | 奈良県   |
| 2019年10月12日 | 第46回 倉短祭 吉野晃一LIVE(ゲスト出演)                                    | 倉敷市立短期大学                     | 岡山県   |
| 2019年10月12日 | 第54回 白鷺祭プロコンサート(ゲスト出演)                                   | 中国学園                             | 岡山県   |
| 2019年10月14日 | 第58回文教祭 広島文教大学(ゲスト出演)                                     | 広島文教大学                         | 広島県   |
| 2019年10月19日 | 天平なら音楽フェスタ(ゲスト出演)                                          | 朱雀門ひろば経路                     | 奈良県   |
| 2019年10月28日 | 椿山荘で歌いまSHOW                                                        | 椿山荘                               | 東京都   |
| 2019年11月3日  | 第54回秋華祭 (ゲスト出演)                                                 | 奈良県立大学                         | 奈良県   |
| 2019年12月15日 | 「サンタが奈良にやってくる」                                              | EVANS CASTLE HALL                    | 奈良県   |
| 2019年12月16日 | 「mellow christmas 2019」                                                 | mellow cafe                          | 奈良県   |
| 2020年1月12日  | 吉野晃一「Plelude」TOUR 2020                                              | 目黒ブルースアレイジャパン           | 東京都   |
| 2020年1月27日  | 吉野晃一「Plelude」TOUR 2020                                              | ELMANGO                              | 北海道   |